# Worthington Springs
Worthington Springs è un comune degli Stati Uniti d'America, situato nello Stato della Florida, nella contea di Union.